# Carlos Fermín Fitzcarrald

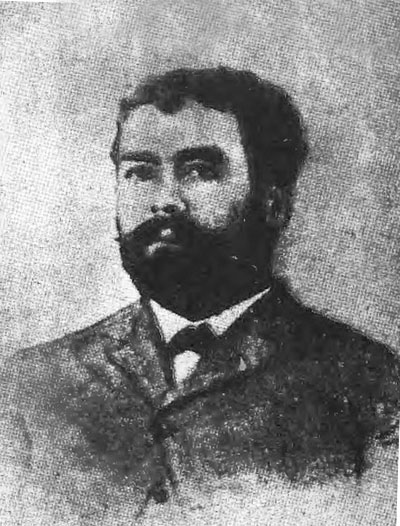
Carlos Fermín Fitzcarrald mit 30 Jahren

Carlos Fermín Fitzcarrald López (* 6. Juli 1862 in San Luis de Huari, Ancash, Peru; † 9. Juli 1897 im oberen Urubamba, Peru) war ein peruanischer Unternehmer und Kautschukhändler während des Kautschukbooms.

## Leben
Carlos Fermín Fitzcarrald war eines von sieben Kindern des US-amerikanischen Kapitäns zur See William Fitzgerald, der seinen Namen in Peru zu Guillermo Fitzcarrald hispanisierte, und der Peruanerin Esmeralda López. Carlos Fermín Fitzcarrald wuchs in Huaraz auf, wo er auch die Schule besuchte. Später ging er zum Liceo Peruano in Lima. 1878 kehrte er in seine Heimatstadt San Luis de Huari zurück, wo er einen Angriff des Banditen Benigno Izaguirre überlebte.
Nach dem Tode seines Vaters begab er sich in die Region Huánuco, um hier sein Glück als Händler zu suchen. Nach Ausbruch des Krieges zwischen Peru und Chile wurde er als Minderjähriger ohne Papiere aufgegriffen und, da er mehrere Landkarten besaß, als chilenischer Spion angeklagt und von einem Kriegsgericht zum Tode verurteilt. Zu seinem Glück wurde er von seinem Beichtvater erkannt, der rechtzeitig für ihn aussagte und so seine Freilassung erreichte. Fitzcarrald machte sich 1879 auf zum oberen Ucayali in der Region Loreto, wo sich seine Spur für neun Jahre verliert.
Bereits 1888, als er in Iquitos am peruanischen Amazonas auftauchte, galt Carlos Fermín Fitzcarrald als der reichste Kautschukproduzent und unumstrittener Herr der Region am oberen Ucayali. In Iquitos verkaufte er beim brasilianischen Händler Cardoso größere Mengen Kautschuk. Bald darauf heiratete er dessen Tochter Aurora Cardoso, mit der er dann vier Kinder hatte, die später nach Frankreich gingen. Mit Cardoso gründete er eine Gesellschaft zur Ausbeutung des Kautschuks im peruanischen Regenwald.
Fitzcarralds Kautschukkonzern kontrollierte ein Gebiet vom Ucayali bis zum Madre de Dios. Indem er den Kautschuksammlern Vorschüsse an Geld und Gütern gab, die sie mit entsprechenden Mengen an Kautschuk abgelten mussten, machte er diese zu Schuldnern. Fitzcarrald verstand es, die Feindschaft unter den indigenen Völkern der Region für sich auszunutzen. So ließ er Indigene mit Waffen ausstatten, wofür diese eine Anzahl an Angehörigen verfeindeter Stämme als Zwangsarbeiter einfangen mussten. So waren Schuldknechtschaft und direkte Waffengewalt wichtige Mittel zur Aufrechterhaltung der Arbeit. Bewaffnete Asháninka (damals unter der Bezeichnung Campa bekannt) und Piro, selbst in die Abhängigkeit zu Fitzcarrald geraten, fingen „wilde“ Mashcos (Amarakaeri, Toyoeri) ein und führten sie der Zwangsarbeit als Kautschuksammler für Fitzcarralds Imperium zu.

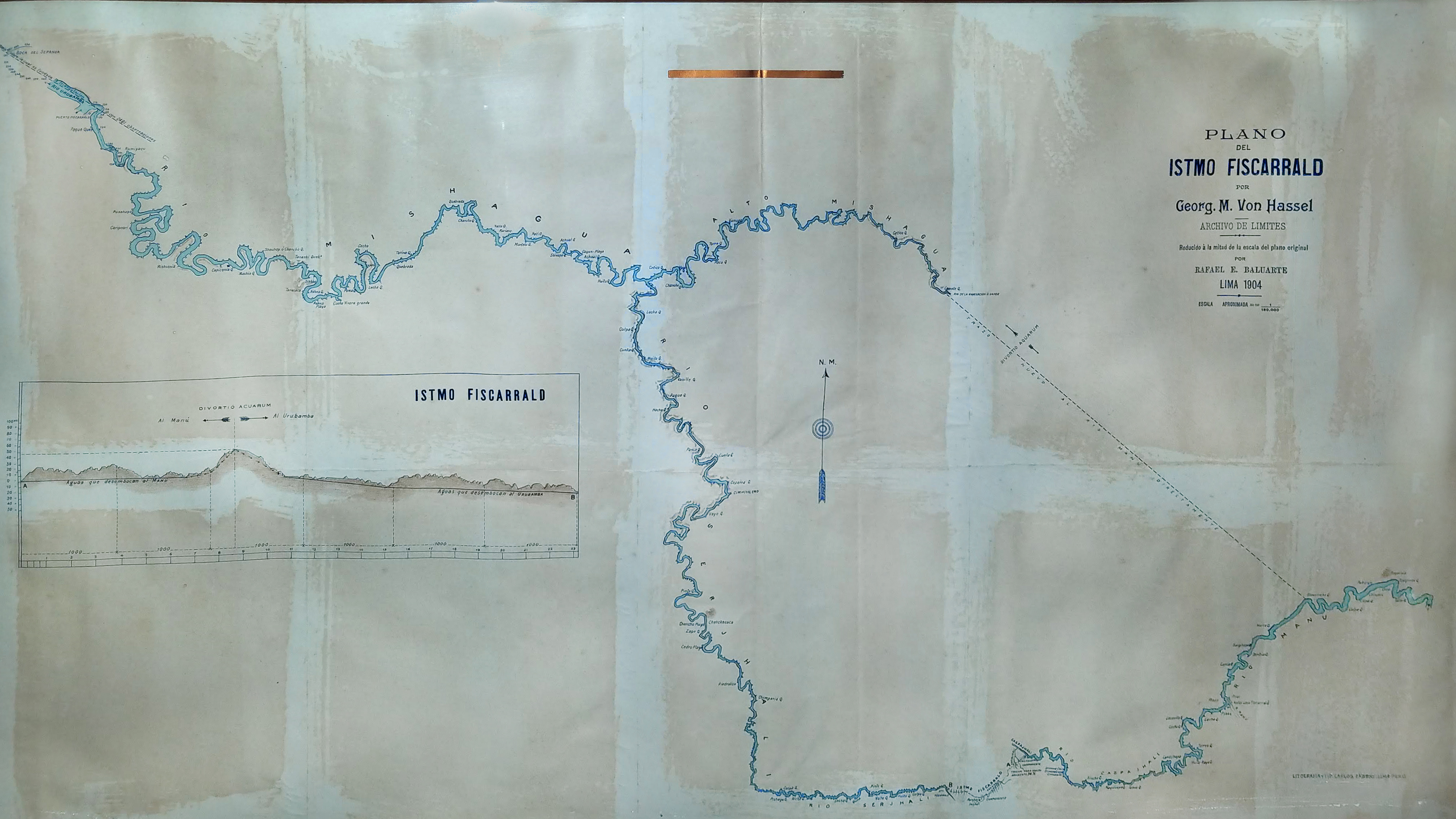
Karte des von Fitzcarrald entdeckten Isthmus

Fitzcarrald reiste den Fluss Camisea entlang und erreichte den oberen Manú. Er verfolgte zunächst das Ziel, die Flüsse Ucayali und Purus mit einer Straße zu verbinden, und entdeckte bei seinen Reisen den Isthmus zwischen diesen beiden, der heute den Namen Istmo de Fitzcarrald trägt.
Kurz nach der Entdeckung des Isthmus traf Fitzcarrald mit seinen Männern 1894 am oberen Manú auf eine Gruppe von Mashco-Piro, die jegliche Dienste für die Weißen ablehnten und sie zum Verlassen des Gebietes aufforderten, da sie das von ihnen gejagte Wild vertrieben und ihnen Krankheiten brächten. Fitzcarrald zeigte ihnen zur Machtdemonstration seine Winchester-Gewehre und Kugeln, die jedoch keinen Eindruck auf die Indigenen machten, weil man mit ihnen im Gegensatz zu einem Pfeil nicht einmal eine Wunde ritzen konnte. Kurz darauf griff Fitzcarrald das Dorf der Mashco an, die das Feuer mit einem Pfeilregen erwiderten. Am Ende lag der Großteil der Mashcos – über 100 Männer, Frauen und Kinder – tot am Ufer, das bis heute den Namen Playa Mashco trägt. Die Mashco werden allerdings als geschickte Kämpfer beschrieben, die Fitzcarralds Männern schwere Verluste beibrachten. Fitzcarrald reagierte mit harter Gewalt: An einem Tag wurden 30 gefangene Mashco am Comerjali nach einem kurzen „Prozess“ hingerichtet. Die Überlebenden dieser Massaker flohen in unzugängliche Gebiete, wo ihre Nachkommen noch heute den Kontakt mit Eindringlingen meiden.
1894 ließ Fitzcarrald sein Motorschiff Contamana vom oberen Urubamba über den Isthmus zum oberen Manú schleppen. Für das Schleppen des Schiffes wurden etwa tausend Piros und Asháninkas sowie annähernd hundert Weiße benötigt. Das Unternehmen dauerte länger als zwei Monate. Fitzcarrald konnte hierdurch eine Handelsroute vom Madre de Dios nach Iquitos kontrollieren, denn der Urubamba geht in den Ucayali über, während der Manú über den Madre de Dios und den Madeira in den Amazonas in Brasilien fließt. Er plante nun, den Isthmus mit einer Eisenbahnstrecke zu überbrücken. Fitzcarrald reiste auch nach Liverpool, wo er in einer Werft den Bau seines Schiffes Adolfito beauftragte.
Am 9. Juli 1897 verunglückte Fitzcarrald mit seinem Schiff Adolfito, das Schienen für die Überquerung des Istmo de Fitzcarrald geladen hatte. Auf Grund eines Navigationsfehlers des Steuermannes Alberto Perla stieß das Schiff mit voller Wucht auf einen Felsen, so dass das Ruder brach, und kenterte in den Stromschnellen Shepa de Urubamba bei Mapalja. Die Leichen Fitzcarralds und seines Freundes Vaca Diez, den er vor dem Ertrinken retten wollte, wurden zwei Tage später beieinander gefunden. Fitzcarrald wurde an der Mündung des Río Iyuna begraben.

## Rezeption
Im Gegensatz zu seinem Zeitgenossen, dem Kautschukbaron Julio César Arana del Águila, ist Fitzcarrald in Peru überwiegend positiv rezipiert worden. So wird ihm die Entdeckung des Istmo de Fitzcarrald zwischen den Flüssen Urubamba und Manú zugutegehalten, der bis heute seinen Namen trägt. Ebenso ist die Provinz Carlos Fermín Fitzcarrald, in der sich sein Geburtsort San Luis befindet, nach ihm benannt.
Der peruanische Schriftsteller Ernesto Reyna schrieb einen Roman über Fitzcarrald, der 1942 herauskam. In dieser Geschichte wird Fitzcarrald von den Asháninka (Campa) als mythischer „Erlöser“ Amachengua verehrt. Bei den Asháninka gab es einen Mythos von der Rückkehr des Inka – ähnlich dem Inkarrí-Mythos in den Anden –, der hier Amachegua (auch Amachénga oder Amachénka) heißt. Auf diesem Mythos aufbauend, ließ sich Fitzcarrald im Roman als Reinkarnation des aufständischen Indigenenführers des 18. Jahrhunderts Juan Santos Atahualpa ankündigen. Wie die Inkakönige bezeichnete er sich als „Sohn der Sonne“, dem die Urwaldindianer gehorchen müssten. Sein Vater Sonne habe den umherstreifenden Stämmen befohlen, dass sie sich niederlassen und Dörfer mit Kirchen bauen müssten.
Fitzcarrald ist auch die Vorlage für die Hauptperson im Film Fitzcarraldo von Werner Herzog, in dem er von Klaus Kinski gespielt wird.